# 大衛·戴維斯 (足球運動員)
大衛·洛厄尔·戴维斯（英語：David Lowell Davis，1991年2月20日—）是一名英格蘭足球運動員，司職中場，現時效力英甲球會梳士貝利。

## 球員生涯

### 狼隊
戴维斯在2008年從特維德勒轉投狼隊青年軍，2009年5月簽下職業合約。同年10月24日在外借达灵顿期間首次在職業聯賽中上場。
2010年9月，他被外借至英甲球會沃尔索尔六星期。2011年1月31日，他被外借至英乙球會谢斯伯利，後來租借期延長至季末。
2011/12球季，戴维斯繼續他的外借生涯，這次是蘇超球會因弗内斯，租借期為2011年8月31日至1月9日，然而戴维斯拒絕繼續留在因弗内斯，租借期滿後回到狼隊。2012年1月，他被外借至切斯特菲尔德，不久之後被母會召回以彌補受傷球員的位置。2012年3月10日對布莱克本流浪者的比賽中，他被安排上場參賽，是他首場英超比賽，最終狼隊以2-0落敗。這球季戴维斯共有7次英超上場紀錄，但狼隊最終仍以聯賽副班長姿態降級。季末他與球會簽下一份三年新合約，至2015年完結。
2012/13球季，戴维斯獲得不少上場機會。2013年3月對布里斯托尔城賽事中，他接到卡爾·伊克梅的球門球時受壓回傳給伊克梅，伊克梅判斷錯誤使戴维斯無辜地打進烏龍球，布里斯托尔城取得領先，但狼隊最後以2-1反勝。戴维斯在4月6日對博尔顿的賽事中受傷，提前告別球季，而狼隊最終亦保級失敗降至英甲。
2013/14球季，戴维斯不受到新教練肯尼·杰基特的器重，並沒有獲得很多的比賽機會，球季最後三個月更是被排除在比賽名單。球會曾嘗試把他外借至巴恩斯利，但最終告吹。

### 伯明翰城
2014年8月11日，戴维斯轉投鄰城的英冠球會伯明翰，作為汤姆·阿德耶米的代替者，簽約兩年並有一年行使權。翌日在英格蘭聯賽盃賽事便代表球隊上場對剑桥联，以後成為了球隊的主力球員。10月4日對查尔顿竞技的比賽中打進在球會首顆進球，最終以1-1戰平。

## 榮譽
狼隊
- 英格蘭足球甲級聯賽：2013–14

## 外部連結
- 足球数据库：大衛·戴维斯的球员统计数据